# گل‌خندان جدید
گل‌خندان جدید، روستایی از توابع بخش بومهن شهرستان پردیس در استان تهران ایران است. گلخندان جدید بالا سر روستای گلخندان قدیم قرار دارد. گویش زبان محلی این روستا به زبان ترکی است.

## جمعیت
این روستا در دهستان گلخندان قرار دارد و براساس سرشماری مرکز آمار ایران در سال ۱۳۸۵، جمعیت آن ۱۹۷ نفر (۴۹خانوار) بوده‌است.